# Банников, Виктор Максимович
Ви́ктор Макси́мович Ба́нников (укр. Віктор Максимович Банніков; 28 апреля 1938, Лугины, Житомирская область — 25 апреля 2001, Киев) — советский и украинский футболист, вратарь и футбольный функционер. Заслуженный мастер спорта СССР (10.09.1991).
Член КПСС с 1973 года. Президент Федерации футбола Украины с 1991 по 1996 год. Первый вице-президент Федерации футбола Украины с 1996 по 2001 год.

## Биография

### Игровая карьера
Начинал футбольную карьеру в житомирском «Авангарде», откуда был отчислен, поскольку его признали бесперспективным. После этого выступал за коллектив физкультуры «Шахтёр» (Коростышев). В июне 1960 года перешёл в черниговский «Авангард» (со следующего сезона — «Десна»), куда его пригласили по рекомендации футболистов, ранее перешедших в Чернигов из Коростышева. Во время сезона 1961, в котором «Десна» заняла 10-е место в украинских зонах класса «Б», а среди всех украинских команд чемпионата СССР стала 13-й, Банников в отдельных матчах демонстрировал «игру на грани фантастики», вследствие чего по рекомендации тренера черниговцев Иосифа Лифшица перешёл в киевское «Динамо».
Лучшие вратарские годы Банников провел в киевском «Динамо» эпохи тренера Виктора Маслова. В конкуренции с другим выдающимся голкипером выступавшим в то время за киевлян — Евгением Рудаковым.
В составе «Динамо» Банников дважды становился чемпионом СССР, дважды выигрывал Кубок, признавался лучшим вратарем страны. На те же «золотые» для киевлян шестидесятые годы приходится и уникальное вратарское достижение Банникова — 1122 сухие минуты подряд, — до сих пор не превзойденное никем на всем постсоветском пространстве. А в 1967-м он отыграл в чемпионате за свой клуб 22 матча, пропустив в них только пять мячей.
Вариантом завершения карьеры он избрал московское «Торпедо», которое в начале 70-х годов вновь возглавил Виктор Маслов. В 1972 году внес значительный вклад в победу «автозаводцев» в Кубке СССР и во второй раз был признан лучшим вратарем страны.

### Карьера в сборная
За сборную СССР сыграл 14 матчей. Первый матч провёл 29 ноября 1964 года против Болгарии (0:0). Последний матч провёл 6 августа 1972 года против Швеции (4:4).

### Тренерская карьера
- Начальник команды «Заря» Ворошиловград (1976).
- Главный тренер команды «Спартак» Житомир (1977—1978).

### Карьера функционера
Первые менеджерские навыки получил в луганской «Заре», затем в Спорткомитете УССР и в профсоюзных спортивных структурах республики.
Именно Виктор Банников собрал и возглавил команду единомышленников, выстроив основу Федерации футбола Украины. Он представлял ее интересы, когда ФФУ принимали в ФИФА и УЕФА. Был избран первым президентом Федерации (1991—1996), с 1996 года и до последнего дня своей жизни — 25 апреля 2001 года — Банников работал в должности первого вице-президента ФФУ.

## Достижения

### Командные
«Динамо» (Киев)
- Чемпион СССР (3): 1966, 1967, 1968
- Обладатель Кубка СССР (2): 1964, 1966

«Торпедо»
- Обладатель Кубка СССР: 1972

Сборная СССР
- Бронзовый призёр чемпионата мира 1966
- Серебряный призёр чемпионата Европы 1972

### Личные
- В списках лучших футболистов Украинской ССР[укр.] (5): № 1 (1963, 1964, 1965), № 2 (1966, 1967)
- В списках 33 лучших футболистов сезона в СССР (5): № 1 (1970), № 2 (1964, 1971), № 3 (1965, 1972)
- Обладатель приза «Вратарь года» (2): 1964, 1970
- Третий футболист СССР (еженедельник «Футбол»): 1970
- Заслуженный мастер спорта СССР: 1991
- Является автором рекорда по самой длинной «сухой» серии в чемпионатах СССР, составляющей 1122 минуты без пропущенных мячей в сезоне 1967/68[6].
- Член вратарского Клуба имени Евгения Рудакова

## Память
Начиная с 1998 года ежегодно проводится турнир памяти Виктора Банникова.